# 東市来町美山元寺脇
東市来町美山元寺脇（ひがしいちきちょうみやまもとてらわき）は、鹿児島県日置市の大字。旧日置郡東市来町大字美山元寺脇。郵便番号は899-2431。

## 地理
日置市の中部、神之川中流域に位置している。字域の北方から東方にかけては日置市東市来町美山、南方から東方にかけては日置市東市来町寺脇、西方には日置市東市来町宮田がそれぞれ隣接している。
字域の中央部を南九州西回り自動車道が南北に通っており、美山本線料金所、美山パーキングエリア及び2008年に鹿児島方面のみのハーフICとして設置された美山インターチェンジが美山パーキングエリアに併設される形で設置された。また、北端部を日置市道美山神之川線が通っている。

### 小字
東市来町美山元寺脇の小字は大坊迫、大坊平、大坊、鷹ノ巣、分石、大穴、加治ヲン、井手口、下西の谷、上西の谷、控松、打水、小谷口、加治ヲン平、留包、小鹿倉がある。

## 歴史

### 前史
1889年（明治22年）に町村制が施行されたのに伴い、伊集院郷の北部の区域より下伊集院村が成立し、それまでの苗代川村は下伊集院村の大字苗代川となった。
1956年（昭和31年）に下伊集院村が伊集院町、東市来町、日吉町、郡山町に分割編入される際に、大字苗代川は東市来町に編入されることとなり、編入の際に改称され東市来町の大字美山となった。

### 設置以降
2004年（平成16年）10月29日に大字美山（現在の東市来町美山）のうち字大坊迫、大坊平、大坊、鷹ノ巣、分石、大穴、加治ヲン、井手口、下西の谷、上西の谷、控松、打水、小谷口、加治ヲン平、留包、小鹿倉の区域より新たに東市来町の大字「美山元寺脇」として設置された。
2005年（平成17年）5月1日に東市来町が日置郡伊集院町、吹上町、日吉町と合併し日置市が成立した。この合併に先立って設置された法定合併協議会である「日置中央合併協議会」において大字名については「字の区域は、現行どおりとし、現行の字の名称の前に当該字の属する合併前の町の名称を付し、字の名称を変更する。」と協定された。合併日の2005年（平成17年）5月1日に鹿児島県の告示である「 字の名称の変更」が鹿児島県公報に掲載された。この告示の規定に基づき即日大字の名称変更が行われ、大字名が「美山元寺脇」から「東市来町美山元寺脇」に改称された。

### 字域の変遷
| 実施後             | 実施年 | 実施前 | 実施前 |
| 実施後             | 実施年 | 大字   | 小字 |
| ------------------ | ------ | ------ | --- |
| 美山元寺脇（新設） | 2004年 | 美山   | 大坊迫、大坊平、大坊、鷹ノ巣、分石、大穴、加治ヲン、井手口、下西の谷、上西の谷、控松、打水、小谷口、加治ヲン平、留包、小鹿倉 |

## 施設

### その他
- 西日本高速道路九州支社美山本線料金所

## 小・中学校の学区
市立小・中学校に通う場合、学区（校区）は以下の通りとなる。
| 大字               | 小字 | 小学校             | 中学校               |
| ------------------ | ---- | ------------------ | -------------------- |
| 東市来町美山元寺脇 | 全域 | 日置市立美山小学校 | 日置市立東市来中学校 |

## 交通

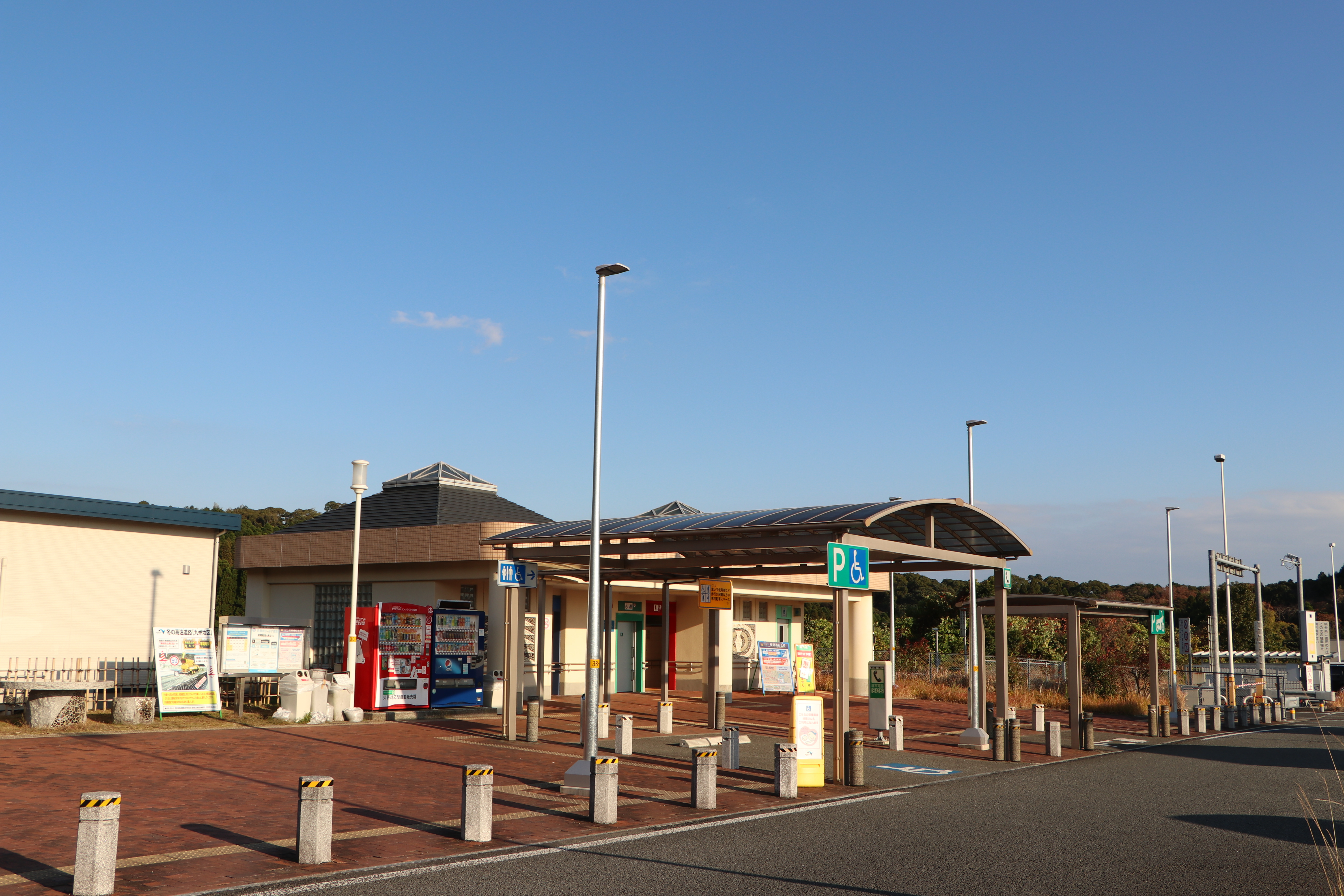
美山パーキングエリア

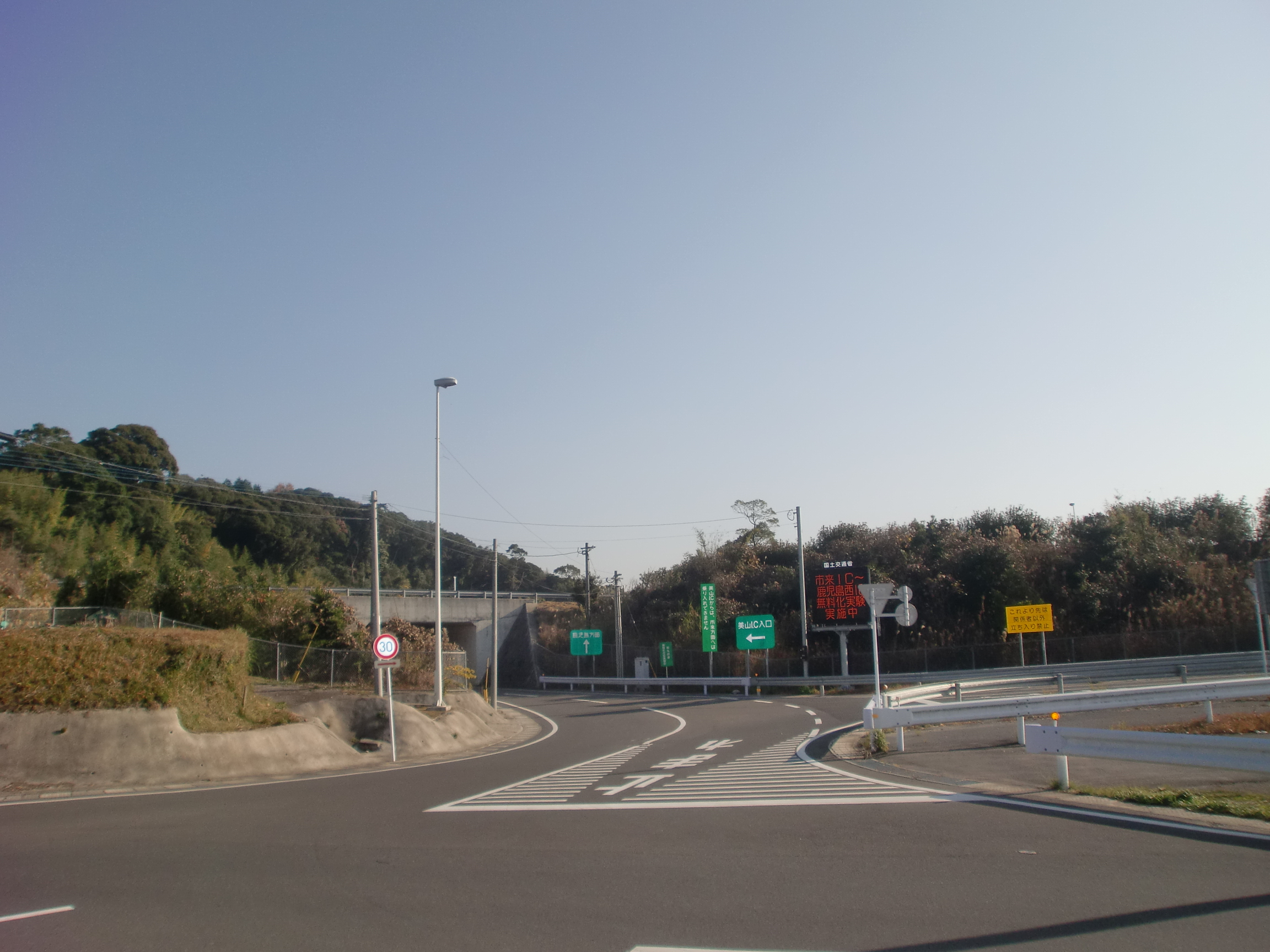
美山インターチェンジ

### 道路
一般国道
- 南九州西回り自動車道（国道3号バイパス）
  - 美山インターチェンジ（鹿児島方面のみのハーフIC）
  - 美山パーキングエリア
  - 美山本線料金所

市道
- 日置市道美山神之川線